# Petter Nordkvist
Petter Nordkvist, född 1984, är en svensk dj och musikproducent. Han är en del av dj-kollektivet, skivbolaget och musikstudion Studio Barnhus. Efter att ha varit ett stort namn i dansvärlden under sitt förnamn döpte han 2009 om sig till Pedrodollar.
2006 blev hans singel ”Some polyphony” ett av dansvärldens största hits. Han gav då ut musik under sitt förnamn på britten James Holdens skivetikett Border Community.
Tillsammans med Baba Stiltz har han musikprojektet Whispers Beirut.